# Анте Павелич
Анте Павелич (хорв. Ante Pavelić; нар. 14 липня 1889, Брадіна біля Коніца, нині Боснія і Герцеговина — пом. 28 грудня 1959, Мадрид) — хорватський політик, провідник усташівського руху, очільник пронацистської Незалежної держави Хорватії (1941—1945).

## Життєпис

### Сім'я та освіта
Народився 14 липня 1889 року в селі Брадіна, що поряд із містом Коніц, у сім'ї дрібного залізничного службовця. Пізніше його батьки переїхали до Австро-Угорщини для роботи на залізничній лінії Сараєво — Меткович. 
Закінчив середню школу в 1910 році і вступив на юридичний факультет Загребського університету. Захистив дисертацію у 1915 р. Після завершення свого навчання працював адвокатом у Загребі. 
12 серпня 1922 одружився з Марією Ловренчевич.

### Політична кар'єра доДругої світової війни
У період навчання належав до націоналістичної організації «Франковичі», засновником якої був Йосип Франк, котрий намагався представити хорватський народ як опору Австро-Угорщини на Балканах, а сербів — як її головних ворогів, а також відзначився як організатор сербських погромів на початку століття. 

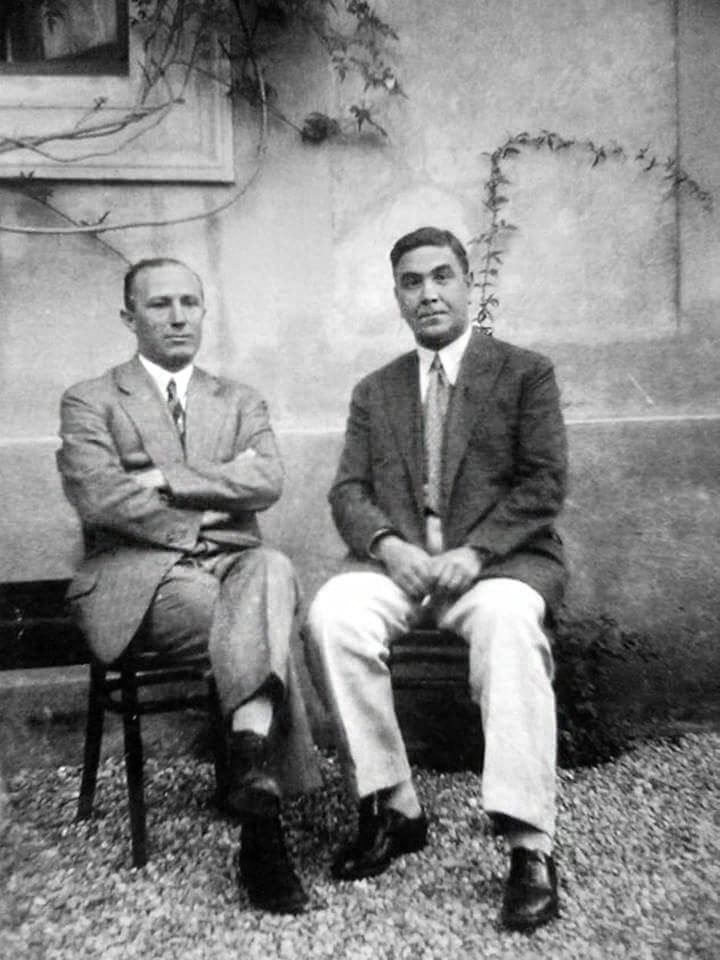
Анте Павелич (праворуч) та лідер ВМРО Іван Михайлов на еміграції в Італії. Брешія, 1931.

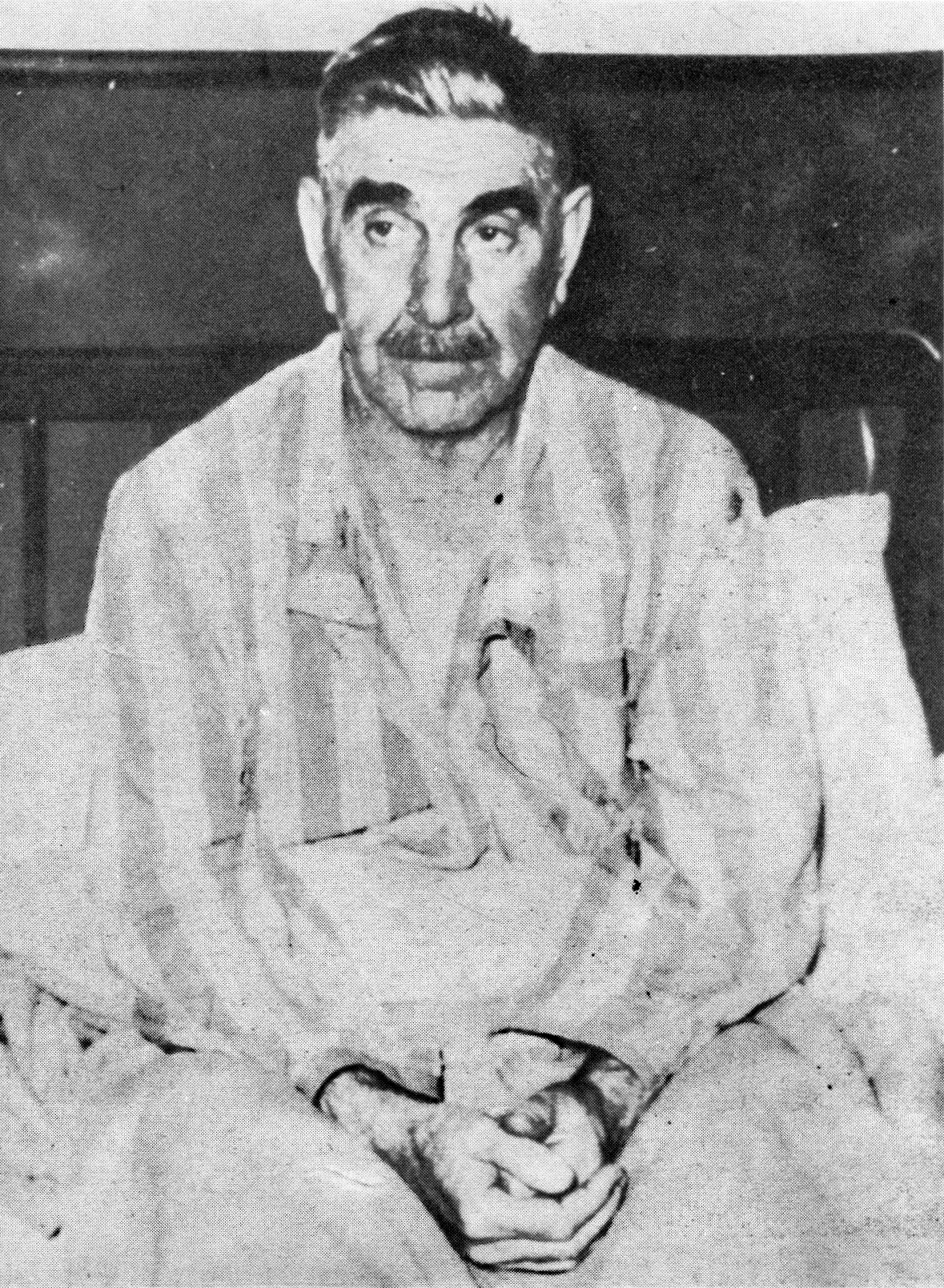
Анте Павелич після поранення в лікарні

З 1915 року Павелич став секретарем Хорватської партії права, заснованої Анте Старчевичем в XIX столітті. 
1919 року вступив в націоналістичну організацію «Молода Хорватія», яка виступала за незалежність Хорватії з приєднанням до неї Боснії і Далмації. 
У 1919-27 депутат Загребського магістрату, з 1927 депутат Народної скупщини (парламенту) Югославії, виступив у ній із вимогою надання Хорватії автономії. Один із найбільш радикальних лідерів Хорватської селянської партії, які наполягали на створенні незалежної хорватської держави. 
1928 року почав формувати нелегальну напіввійськову організацію «Хорватський домобран». У 1929 р. з Бранимиром Єличем, Славком Кватерніком і його сином Євгеном-Дідо створюють на базі «Хорватського домобрана» Усташівську хорватську революційну організацію (Ustasa — Hrvatska revolucionarna organizacija), але після вбивства лідера Хорватської селянської партії Степана Радича і оголошення королівської диктатури Павелич емігрував до Австрії. 
У спільній декларації з націоналістичними організаціями Угорщини та Болгарії в квітні 1929 Павелич заявив про необхідність повалення «белградського режиму», після чого був звинувачений у державній зраді і засуджений в Югославії на смертну кару. 1932 року взяв курс на організацію повстання в Хорватії. Того ж року переїздить до Рієки (Італія), звідки керував діяльністю усташів. Користувався заступництвом Беніто Муссоліні. Під псевдонімом «Хаджі» був комендантом усташівського табору в Борегано (поблизу Брешії), де готував терористів для здійснення політичних убивств. Був організатором убивства в Марселі короля Югославії Олександра I. Пізніше був заарештований в Італії, а усташівські табори були тимчасово розпущені. Уряд Югославії 26 серпня 1939 р. підписав протокол про надання широкої автономії Хорватії.

### Поглавник Незалежної держави Хорватії

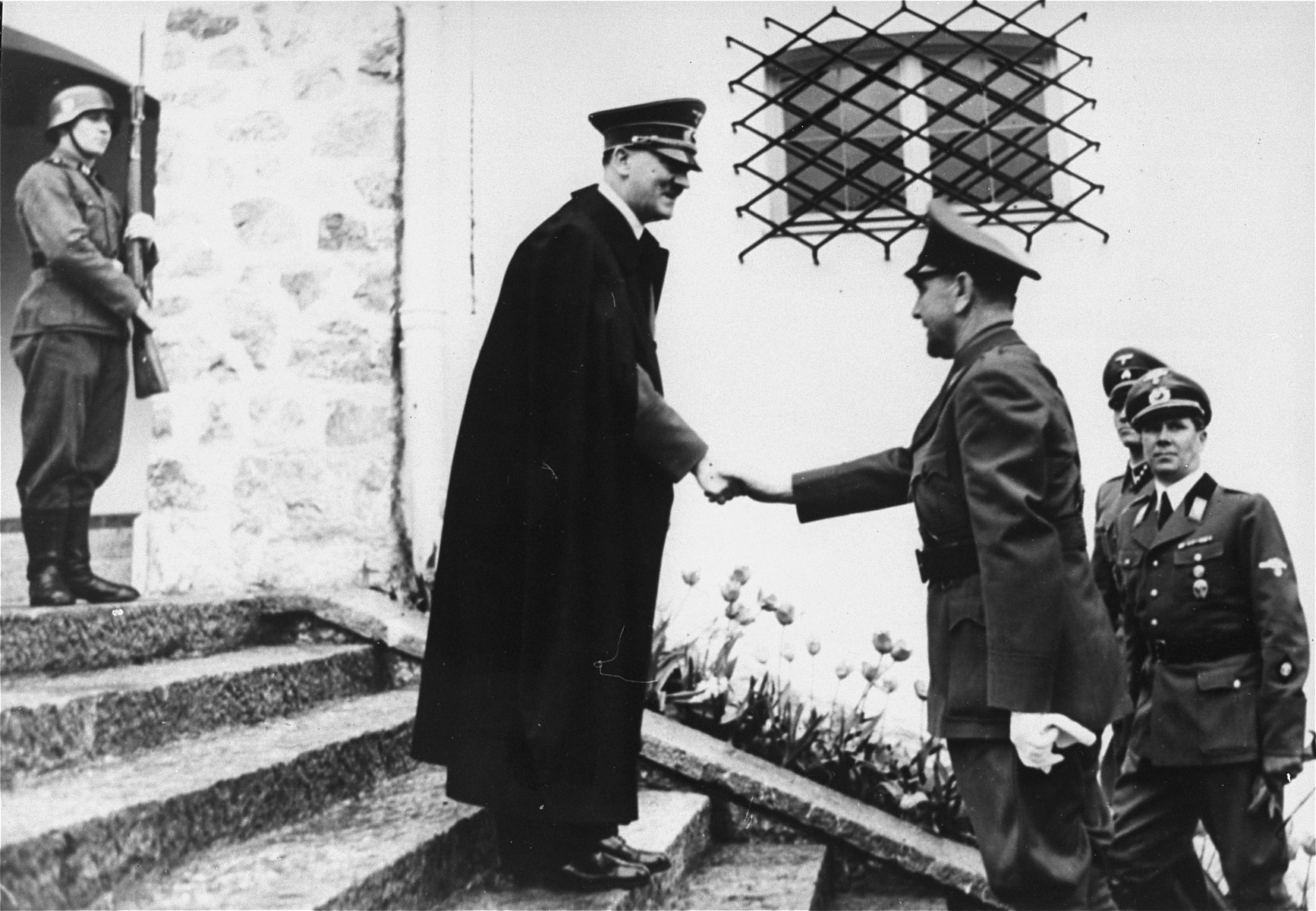
Анте Павелич вітається з Адольфом Гітлером під час державного візиту.
9 червня 1941, Берггоф

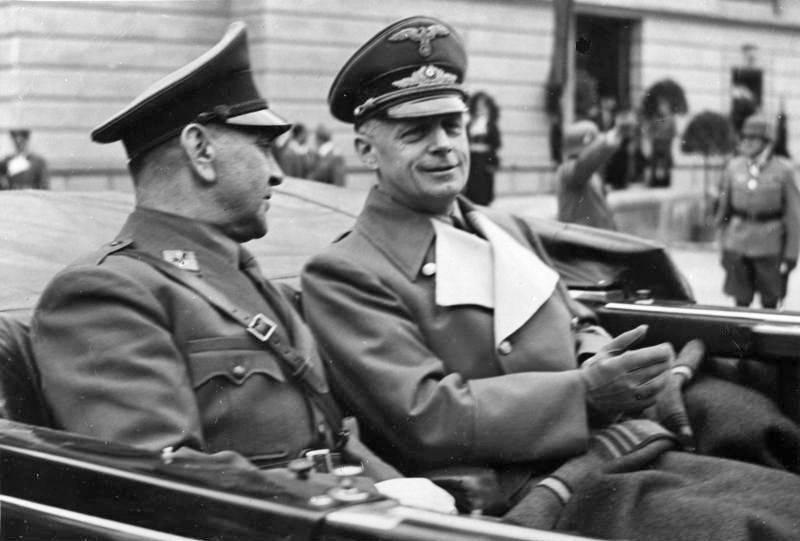
Анте Павелич та Йоахім фон Ріббентроп в червні 1941.

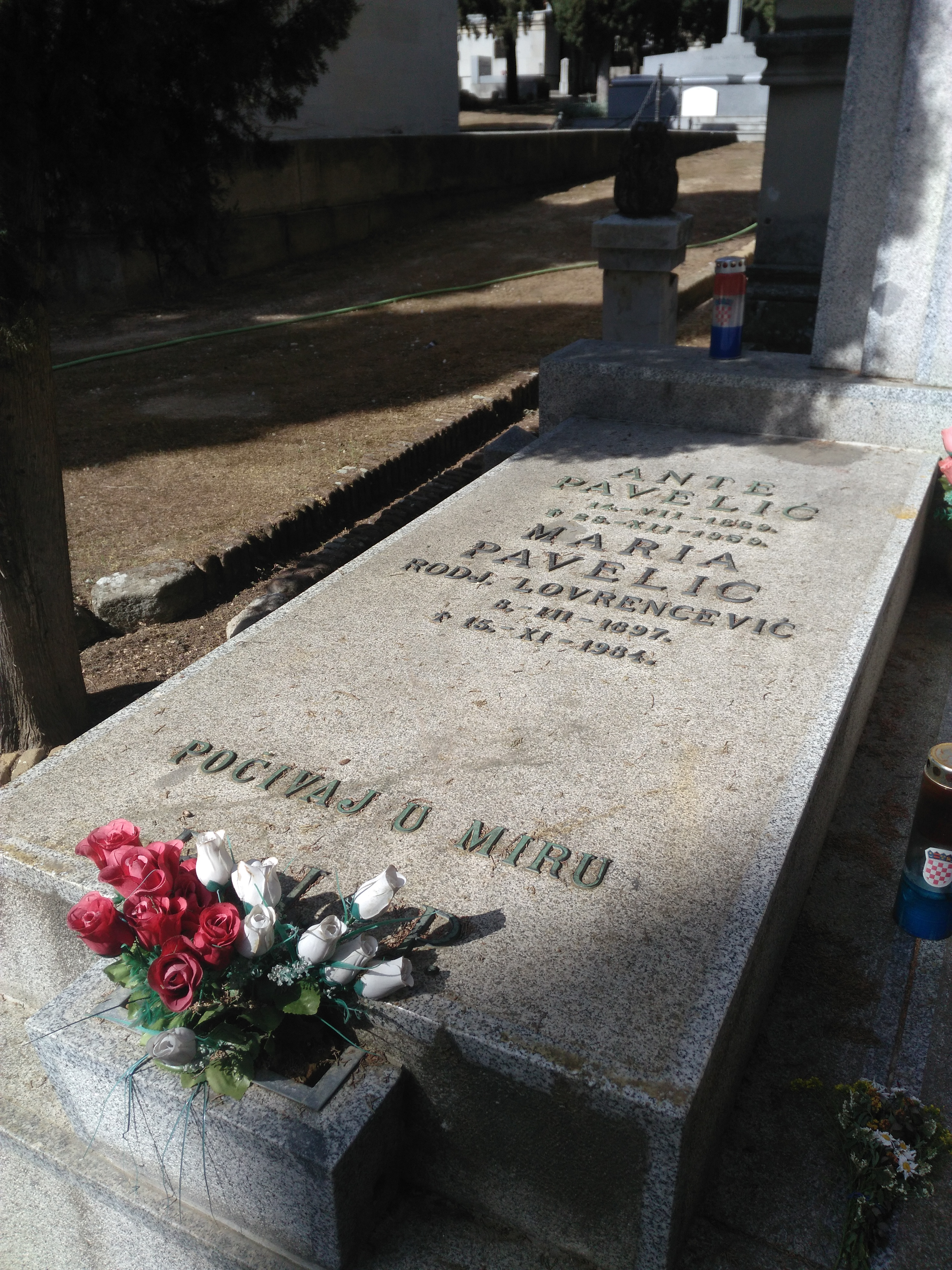
Могила Анте Павелича в Мадриді

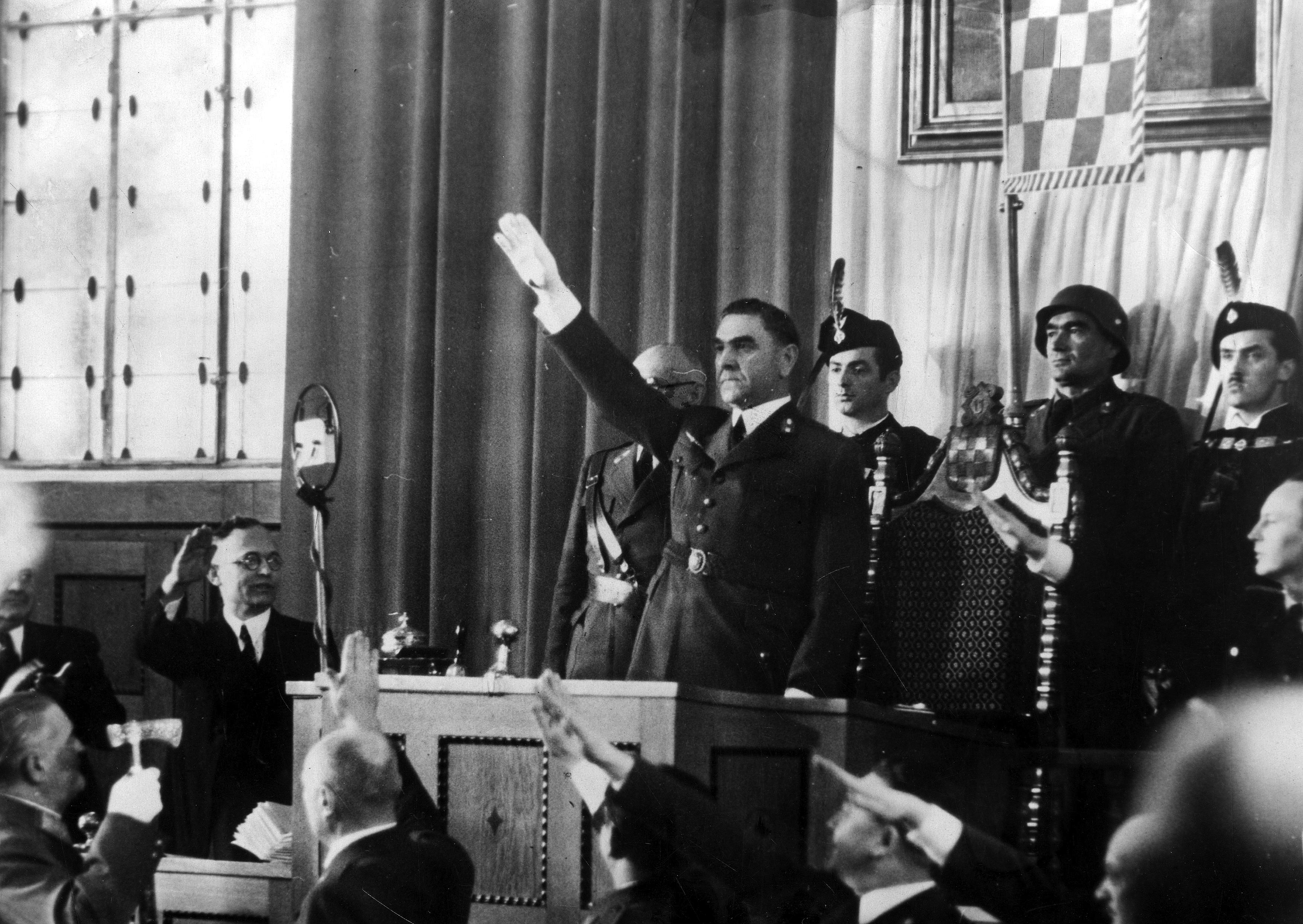
Анте Павелич у парламенті Хорватії. Лютий, 1942.

Після вторгнення в Югославію німецьких військ відбулося проголошення Незалежної Держави Хорватії 10 квітня 1941 року. Павелича, що знаходився на той час у Флоренції, проголосили її поглавником (керівником). 
15 квітня він прибув до Загреба, де 16 квітня сформував уряд, ставши одночасно його головою і міністром закордонних справ. Першим ухваленим законом став Закон про громадянство 30 квітня 1941 р. У Хорватії широко застосовувалися етнічні чистки, що супроводжувалися масовим знищенням сербів. 
15 червня 1941 р. Хорватія приєдналася до Троїстого, 26 червня — до Антикомінтернівського пакту. 
14 грудня 1941 Хорватія оголосила війну Великій Британії і США. У вересні 1942 Павелич відвідав Німеччину, де отримав дозвіл Гітлера на подальше посилення режиму особистої влади, після чого провів реорганізацію уряду.

### Подальша доля та смерть
Після розгрому німецьких військ утік у 1945 р. до Австрії. У тому ж році югославським народним судом заочно засуджений до страти. Переховувався в Італії, Аргентині, Іспанії. 
В еміграції Павелич продовжив політичну діяльність, у тому числі заснував партію «Хорватський визвольний рух». В Аргентині став радником з безпеки Евіти і Хуана Перонів. У Буенос-Айресі уклав угоду з колишнім югославським прем'єр-міністром Міланом Стоядиновичем про переоблаштування Югославії. 
10 квітня 1957 в Ломас-дель-Паломар (Аргентина) на нього було здійснено замах сербськими четниками Благо Йововичевичем та Міло Кривокапічем, внаслідок якого Павелич був тяжко поранений. Був змушений емігрувати до Іспанії. 
Внаслідок важких поранень і діабету стан здоров'я різко погіршувався, що призвело до його смерті 28 грудня 1959.

## Праці
- Анте Павелич. За Батьківщину — готові! (Видавництво «Пропала грамота», Київ 2023 (2 томи) ISBN 978-617-7918-18-8). Це мемуари, де він детально описує все своє життя, починаючи з дитинства, перших політичних спроб, через еміграцію і довгу боротьбу у міжвоєнній Європі аж до створення Незалежної держави Хорватія.[3]